# Generatorska matrika
Generatorska matrika je v teoriji kodiranja osnova za linearno kodiranje. Če se označi matriko z {\displaystyle G\!\,} in linearno kodo s {\displaystyle C\!\,} velja:
{\displaystyle w=cG\!\,,}
kjer je:
- {\displaystyle w\!\,} – kodna beseda linearne kode {\displaystyle C\,}
- {\displaystyle c\!\,} – vrstični vektor
- med {\displaystyle w\!\,} in {\displaystyle c\!\,} – bijekcija